# 萨尼亚克 (多尔多涅省)
萨尼亚克（法語：Sanilhac，法語發音：[sanijak]）是法国多尔多涅省的一个市镇，位于该省中部，属于佩里格区。

## 历史
萨尼亚克成立于2017年1月1日，由以下3个市镇合并而成：
- 布勒伊（Breuilh）
- 马尔萨内（Marsaneix）
- 萨尼亚克圣母镇（Notre-Dame-de-Sanilhac）

其中萨尼亚克圣母镇为政府驻地。

## 地理
萨尼亚克（45°7'18"N, 0°42'50"E）面积59.9 平方千米，位于法国新阿基坦大区多爾多涅省，该省份为法国西南部内陆省份，是法國本土面积第三大的省，大致对应佩里戈尔地区，北起顺时针与夏朗德省、上维埃纳省、科雷兹省、洛特省、洛特-加龙省、吉倫特省和滨海夏朗德省接壤。
与萨尼亚克接壤的市镇（或旧市镇、城区）包括：佩里格、布拉扎克-伊勒-马努瓦尔、拉杜兹、拉克罗普特、萨隆、韦尔、埃格利斯讷沃-德韦尔、沙拉尼亚克、库尔萨克、库卢尼埃-沙米耶。
萨尼亚克的时区为UTC+01:00、UTC+02:00（夏令时）。

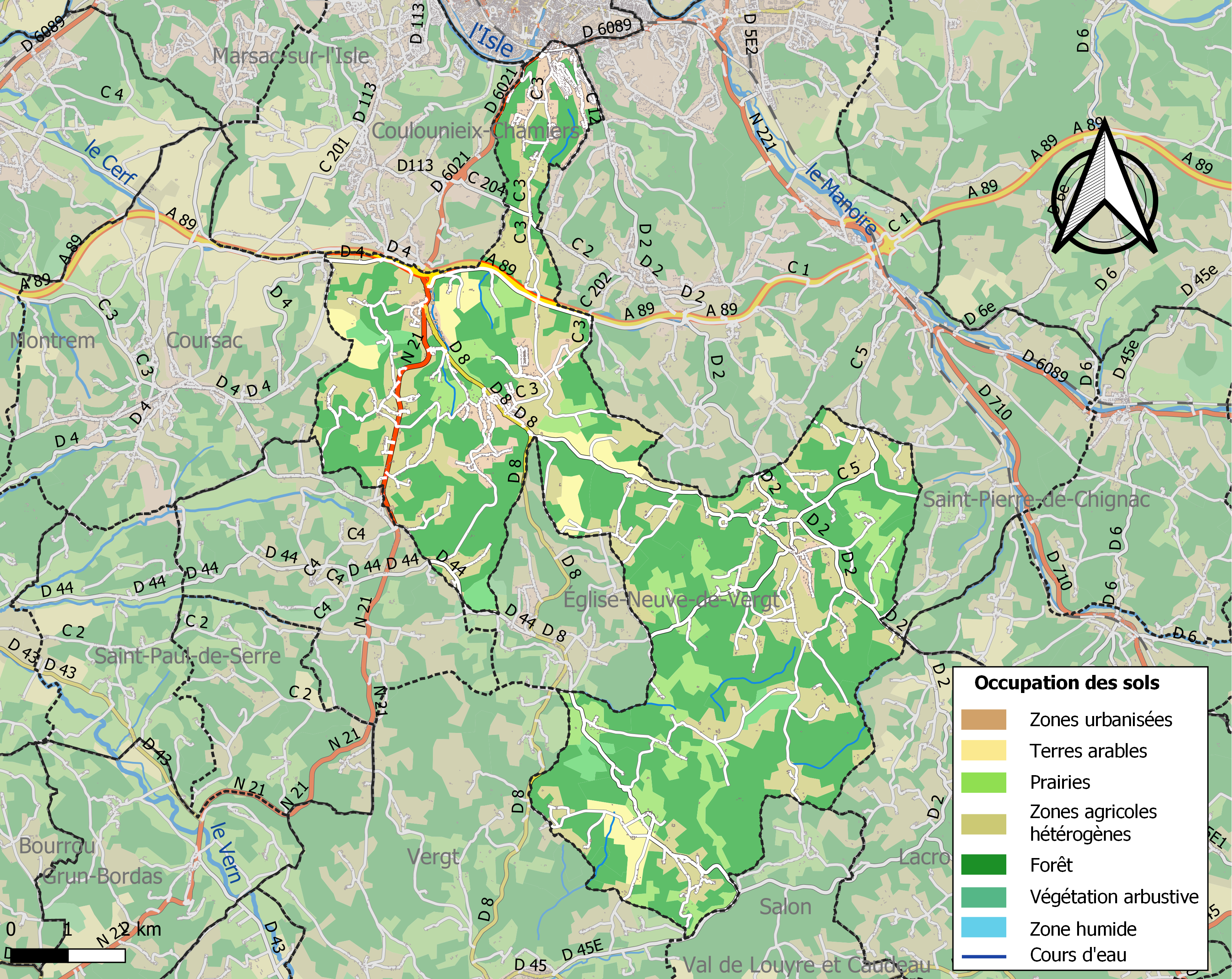
萨尼亚克的OSM定位图

## 行政
萨尼亚克的邮政编码为24660，INSEE市镇编码为24312。

## 政治
萨尼亚克所属的省级选区为伊勒-马努瓦尔县、中佩里戈尔县。

## 人口
萨尼亚克于2022年1月1日时的人口数量为4720人。